# Hystrix indica
Hystrix indica é uma espécie de roedor da família Hystricidae.
Pode ser encontrado no sudoeste e sul da Ásia.